# Дивізія охорони фюрера

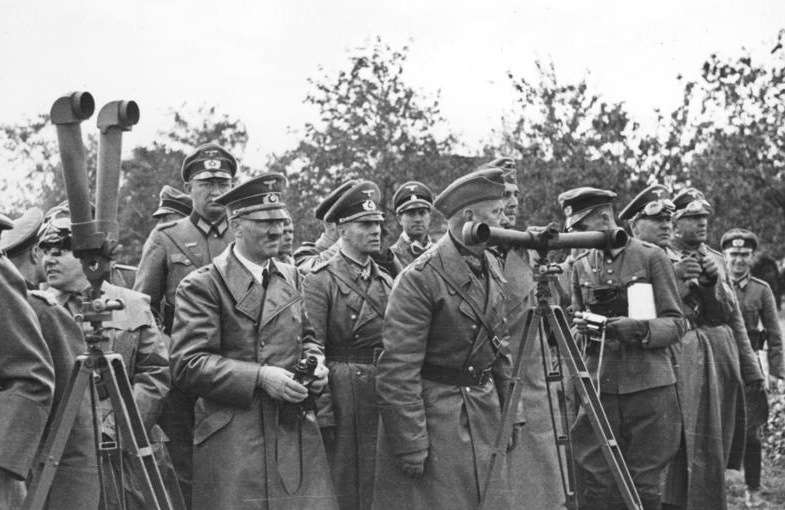
Гітлер з генералами Вермахту на території Польщі під час військової кампанії. М.Борман, А.Гітлер, Е.Роммель (командир ескортного батальйону), В. фон Райхенау. Польща. Вересень 1939

Дивізія охорони фюрера або Дивізія супроводження фюрера (нім. Führer-Begleit-Division) — спеціальна дивізія ескорту та охорони фюрера, що входила до складу Вермахту за часів Другої світової війни.

## Історія
Дивізія охорони фюрера утворена 26 січня 1945 шляхом реорганізації Бригади охорони фюрера.
Свою історію з'єднання вело від заснування у червні 1938 року на основі 7-ї та 8-ї рот моторизованого полку «Гроссдойчланд» спеціальної, так званої, Транспортної команди супроводу фюрера (нім. Kommando Führerreise), основним призначенням якої було супроводжувати Адольфа Гітлера в його поїздках по території Німеччини та інших країн.
Напередодні вторгнення німецьких військ до Польщі та розв'язання Другої світової війни прийнято рішення про посилення підрозділу охорони голови нацистської Німеччини. 1 жовтня 1939 року підрозділ був збільшений у чисельності з двох взводів охорони до батальйону трьох-ротного складу та отримав нову назву — Ескортний батальйон охорони фюрера (нім. Führer-Begleit-Bataillon (FBB). Крім супроводу голови держави у роз'їздах, на батальйон лягла задача охорони його штаб-квартири та чисельних ставок.
12 травня 1941 року до штату ескортного батальйону вводиться танкова рота, що мала на озброєнні трофейні польські танки 7ТР. Однак, вже 18 червня 1941 року командування відмовилося від польської бронетехніки, і роту переводять на трофейні чеські танки Panzer 38(t).
З моменту свого заснування до літа 1942 року підрозділ супроводження Гітлера підкорявся особисто коменданту штаб-квартири фюрера, який одночасно був командиром цього підрозділу. У серпні 1943 року ескортний батальйон перейменований на Гренадерський батальйон фюрера (нім. Führer-Grenadier-Bataillon).
У вересні 1944 року, після невдалої спроби замаху на Гітлера, підрозділ став окремою частиною з найменуванням Полк охорони фюрера (нім. Führer-Begleit-Regiment). Однак, вже у листопаді-грудні 1944 року формування реформоване і стало Бригадою охорони фюрера (нім. Führer-Begleit-Brigade).
26 січня 1945 року за наказом бригада розширена до штатів дивізії з одночасним присвоєнням найменування Дивізія охорони фюрера (нім. Führer-Begleit-Division).
Хоча основним призначенням військового формування на усіх етапах його існування було забезпечення охорони та оборони особисто А.Гітлера, його штаб-квартири та переміщень, водночас, особовий склад батальйону (а згодом полк-бригада-дивізія) активно залучалися до ведення бойових дій у зонах конфлікту. Неодноразово на базі підрозділу формувалися бойові групи, що номінально залишалися в безпосередньому підпорядкуванні фюрера, разом з тим, поступали у розпорядження командирів та командувачів формувань Вермахту на різних театрах війни. По завершенні такого роду відряджень, офіцери та солдати бойових груп, що вцілили, поверталися для продовження несення служби до Берліна.
У грудні 1944 року щойно сформована бригада супроводження фюрера у складі XXXXVII-го танкового корпусу 5-ї танкової армії генерала Хассо фон Мантойфеля кинута в наступ в Арденнах. 22 грудня 1944 року особовий склад елітного формування відзначився при штурмі Сент-Віта — важливого опорного пункту оборони американських військ. Але згодом, німецькі війська декілька разів здійснювали спробу прорвати оборону навколо міста Бастонь, де на перетині сьомі найважливіших доріг у Арденнському лісі, оборонялася 101-ша американська повітряно-десантна дивізія.
Після провалу задуму операції з розгрому союзних військ на Західному фронті, бригаду терміново перекидають на Східний фронт, де розпочався наступ радянських військ у Померанії. Наприкінці січня 1945 на фондах бригади розгортається повноцінна панцергренадерська дивізія. 17 лютого 1945 дивізія охорони фюрера, у взаємодії з гренадерською дивізією «Фюрер», завдали сильного контрудару по військах 47-ї армії 1-го Білоруського фронту, в районі Штаргарда і потіснили радянські війська.
У березні 1945 року дивізія перекинута до Моравії, в район Троппау, де увійшла до складу гарнізону. У середині квітня частини дивізії були вибиті з міста і відкинуті з великими втратами. Залишки дивізії охорони фюрера були перекинуті на північ і у складі 4-ї танкової армії Вермахту, брали участь у спробі деблокади Берліна, оточеного радянськими військами.
23 квітня 1945 року німецьким військам вдалося прорвати радянську оборону і просунутися на 20 кілометрів у напрямку Шпремберг, погрожуючи вийти в тили 1-го Українського фронту. Через кілька днів, частинами 4-ї гвардійської танкової армії німецьке угруповання в районі Шпремберг було оточена і знищено. Серед основних сил шпремберзького угруповання, що були знищені в котлі, перебувала і дивізія охорони фюрера.

## Командування

### Командири
Ескортний батальйон охорони фюрера
- генерал-майор Ервін Роммель (25 серпня 1939 — 22 січня 1940);
- оберст Курт Томас (нім. Kurt Thomas) (22 січня 1940 — 1 серпня 1942);
- оберст Густав Стреве (нім. Gustav Streve) (1 серпня 1942 — 1 вересня 1944).

Полк охорони фюрера
- оберст Отто-Ернст Ремер (1 вересня — грудень 1944).

Бригада охорони фюрера
- оберст Отто-Ернст Ремер (грудень 1944 — 26 січня 1945).

Дивізія охорони фюрера
- генерал-майор Отто-Ернст Ремер (26 січня — 30 квітня 1945).

### Підпорядкованість
| Час      | Корпус                 | Армія              | Група армій (округ) | Штаб              |
| -------- | ---------------------- | ------------------ | ------------------- | ----------------- |
| 1945     |                        |                    |                     |                   |
| січень   | XXXXVII-й тк           | 5-та танкова армія | Група армій «B»     | Арденни           |
| лютий    | корпусна група Мюнцеля | 11-та армія        | Група армій «Вісла» | Арнсвальде        |
| березень | LVII-й тк              | 17-та армія        | Група армій «Центр» | Лаубан            |
| квітень  | z. Vfg.                | —                  | Група армій «Центр» | Ратибор/Шпремберг |

### Склад
| Березень 1941                  | Червень 1942          | Серпень 1943                 | Серпень 1944                               | Грудень 1944                     | Січень 1945                           |
| ------------------------------ | --------------------- | ---------------------------- | ------------------------------------------ | -------------------------------- | ------------------------------------- |
| штаб батальйону                | штаб батальйону       | штаб батальйону              | штаб полку                                 | штаб бригади                     | командування дивізії                  |
| 1-ша рота охорони              | 1-ша мотопіхотна рота | 1-ша панцергренадерська рота | 1-ша панцергренадерська рота               | панцер-гренадерський полк «FBB»  | 100-й панцер-гренадерський полк       |
| 2-га моторизована рота         | 2-га мотопіхотна рота | 2-га панцергренадерська рота | 2-га панцергренадерська рота               |                                  |                                       |
| 3-тя важка рота підтримки      | 3-тя мотопіхотна рота | 3-тя гренадерська рота       | 3-тя панцергренадерська рота СС            |                                  |                                       |
|                                | 4-та мотопіхотна рота | 4-та рота важкої зброї       | 4-та панцергренадерська рота важких танків |                                  |                                       |
| 4-та танкова рота Panzer 38(t) | 5-та танкова рота     | 5-та танкова рота            | 5-та танкова рота                          | танковий полк «FBB»              | 102-й танковий полк                   |
| 4-й зенітний загін             |                       | 6-та зенітна батарея         | 10-та зенітна батарея                      | зенітний полк «FBB»              |                                       |
|                                |                       |                              | 6-та гренадерська рота                     |                                  |                                       |
|                                |                       |                              | 7-ма гренадерська рота СС                  |                                  |                                       |
|                                |                       |                              | 8-ма рота важкої зброї                     | артилерійський дивізіон «FBB»    | 120-й самохідний артилерійський полк  |
|                                |                       |                              |                                            | розвідувальна танкова рота «FBB» | 102-га танкова дозорна рота           |
| авіаційний підрозділ фюрера    |                       |                              |                                            |                                  |                                       |
|                                | рота охорони          | рота швидкого реагування     | 8-ма рота швидкого реагування              |                                  | 673-й протитанковий загін             |
|                                |                       |                              | 11-та штурмова саперна рота                |                                  | 120-й самохідний інженерний батальйон |
| рота зв'язку фюрера            |                       | —                            |                                            |                                  | 120-й самохідний загін зв'язку        |
|                                |                       |                              |                                            |                                  | 120-й навчальний батальйон            |
|                                |                       |                              |                                            |                                  | 120-те командування забезпечення      |

## Нагороджені дивізії
Нагороджені дивізії
|  | Кавалери Лицарського хреста Залізного хреста                                                               | 7 |
|  | Кавалери Почесної відзнаки сухопутних військ «Почесна застібка на орденську стрічку для Сухопутних військ» | 1 |